# Ansley (Nebraska)
Ansley je selo u američkoj saveznoj državi Nebraska. Prema popisu stanovništva iz 2010. u njemu je živjelo 441 stanovnika.